# Гошів (Коростенський район)
Го́шів — село в Україні, в Овруцькій міській територіальній громаді Коростенського району Житомирської області. Чисельність населення становить 767 осіб (2001). У 1923—2017 — адміністративний центр колишньої однойменної сільської ради.

## Загальна інформація
Розташоване за 10 км південно-західніше Овруча, за 4 км від залізничної станції Потаповичі та за 3 км від автодороги Мозир—Житомир.

## Населення
Відповідно до результатів перепису населення Російської імперії 1897 року, загальна кількість мешканців становила 1 533 особи, з них: православних — 1 459, чоловіків — 755, жінок — 778.
Наприкінці 19 століття в поселенні налічувалося 1 832 мешканці, з них 1 1732 особи православних та 100 євреїв, дворів — 224, у 1906 році — 1 659 мешканців, дворів — 303, у 1923 році — 1 798 мешканців, дворів — 363.
На початок 1970-х років в селі було 462 двори із населенням 1 400 осіб.
Відповідно до результатів перепису населення СРСР, кількість населення станом на 12 січня 1989 року становила 1 031 особу. Станом на 5 грудня 2001 року, відповідно до перепису населення України, кількість мешканців села становила 767 осіб.

### Мова
Розподіл населення за рідною мовою за даними перепису 2001 року:
| Мова            | Кількість | Відсоток |
| --------------- | --------- | -------- |
| українська      | 747       | 97.39 %  |
| румунська       | 12        | 1.56 %   |
| російська       | 5         | 0.65 %   |
| білоруська      | 2         | 0.26 %   |
| інші/не вказали | 1         | 0.14 %   |
| Усього          | 767       | 100 %    |

## Історія
На території села виявлено поселення періоду неоліту. Перша писемна згадка про село датується 1494 роком: згадується як Гошовичі в розподільчому листі, виданому Великим князем Литовським Олександром 24 квітня 1494 року про підтвердження розподілу земель між київським зем'янами Сидором Васьковичем та Іваном Ущапом. Ці землі були як заслужені їх предками у великого князя Вітовта (села Білово та Гошовичі з островом Звлізницьким), так і вотчинні (села Ущаповичі та Васьковичі). Розподіл проводив Київський воєвода Мартин Гаштольдович. Згодом їх права на ці землі підтверджені Сигізмундом I в грамоті від 6 липня 1518 року. Згадується як Гоське Селище та Гощівці в описі Овруцького замку 1545 року з переліком приписаних до замку міщан, боярів, селян та земель, також їх повинностей та податків. Належало Романові Гоському, який вносив від трьох димів та повинен був одну ординську службу. Господарські люди з Гощівців тоді мали в Овруцькому замку свою городню. На початку 16 століття з роду Баранівських виокремилися Гошовські. Село було центром шляхетських поселень, що розміщувалися в басейнах річок Уж, Жерев та Норинь, тут збирався копний суд. У 1565 році належала до Овруцького староства. Тоді Васьковські повинні були до замку дві служби, 20 тяглих селян давали по 2 курки та відробляли по 2 дні на тиждень. У 1571 році податок платили 11 боярів, також Матвєйович давав від 2 городників. У 1650 році село було знищене загоном Юрієм Немиричем. Також згадується в акті від 29 січня 1705 року — тоді в селі Гошів було укладено трирічний контракт на право оренди подільським чашником дворянином С. Шумлянським колишніх земель Київської митрополії. Згадується у люстрації Київського воєводства 1754 року, подимне вносили від 3-х дворів.
За довідником 1885 року — шляхетське село Велико-Фосенської волості Овруцького повіту Волинської губернії, за 3 версти від Великої Фосні. Були православна парафія, 3 гончарних заводи.
Наприкінці 19 століття — село Велико-Фосенської волості Овруцького повіту Волинської губернії, за 110 верст від Житомира, за 7 верст від Овруча, де розміщувалася також поштова станція, за 3 версти від волосного центру с. Велика Фосня, за 164 версти від найближчої залізничної станції Бердичів, за 1 версту від поштового шляху. Дерев'яну покритою залізом церкву збудовано у 1873 році за кошти вірян. Була дерев'яна дзвіниця. При церкві 33 десятини землі, розміщеної за 0,25 та 3 версти. На землю була ерекція, видана 24 липня 1771 року місцевими дворянами Барановськими. Населення складалося з міщан, нащадків давньоруської шляхти родів Барановських та Гошовських. Парафія належала до 3 благочинного округу Овруцького повіту. Сусідні парафії: Велика Фосня (3 версти), Шоломки (4 версти).
У 1906 році — село Велико-Фосенської волості (2-го стану) Овруцького повіту Волинської губернії. Відстань до повітового центру м. Овруч становила 8 верст, до волосного центру с. Велика Фосня — 4 версти. Поштове відділення — м. Овруч.
У 1923 році включене до складу новоствореної Гошівської сільської ради, яка 7 березня 1923 року увійшла до складу новоутвореного Овруцького району Коростенської округи; адміністративний центр ради. Розміщувалося за 8 верст від районного центру м. Овруч.
Під час сталінських репресій проти українського народу в 30-ті роки 20-го століття органами НКВС було заарештовано та позбавлено волі на різні терміни 76 мешканців села, з яких 38 осіб розстріляно. Всі постраждалі від тоталітарного режиму реабілітовані.
На фронтах Другої світової війни воювало 249 селян, 248 з них нагороджені орденами й медалями, 170 загинули. На їх честь у 1956 році встановлено обеліск.
В радянські часи в селі розміщувалася центральна садиба колгоспу, який обробляв 3 532 га угідь, з них 2 461 га — рілля. Спеціалізація: вирощування зернових культур, льону, картоплі, м'ясо-молочне тваринництво. 84 селян нагороджено орденами й медалями СРСР, серед них тракториста Д. І. Баранівського — орденом Трудового Червоного Прапора, завідувачку медпункту Г. К. Якубенко — орденом Леніна. У селі були середня школа, будинок культури, бібліотека, фельдшерсько-акушерський пункт.
13 квітня 2017 року увійшло до складу новоствореної Овруцької міської територіальної громади Овруцького району Житомирської області. Від 19 липня 2020 року, разом з громадою, в складі новоствореного Коростенського району Житомирської області.